# Sven Thomas
Sven Thomas (* 8. November 1947 in Bad Segeberg) ist ein ehemaliger deutscher Rechtsanwalt und Strafverteidiger.

## Leben
Sven Thomas studierte Rechtswissenschaften an den Universitäten in Münster und Bochum. Sein Referendariat leistete er am Gerichtsbezirk des OLG Düsseldorf ab. 1978 wurde er in Düsseldorf als Rechtsanwalt zugelassen und begann seine juristische Laufbahn in der Kanzlei Wessing. 1984 folgte die Promotion zum Doktor der Rechte mit einer Arbeit zu einem strafprozessrechtlichen Thema.
Bis 2021 gehörte er der Kanzlei Thomas Deckers Wehnert Elsner in Düsseldorf an.
Thomas war 1979  als Verteidiger von Bernhard Graf von der Goltz an der strafrechtlichen Aufarbeitung der Herstatt-Pleite beteiligt. Diese Verteidigung galt als Durchbruch in seiner Karriere. In den 1980ern war er etwa als Pflichtverteidiger im Zusammenhang mit der Flick-Affäre tätig.
Er vertrat unter anderem Klaus Esser im Mannesmann-Prozess, Thomas Haffa 2003 im EM.TV-Fall und 2014 Bernie Ecclestone in dem gegen ihn wegen angeblicher Korruption eingeleiteten Verfahrens vor dem Landgericht München I. Er vertrat 2014 den Kunsthändler Helge Achenbach in dem gegen Achenbach angestrengten Strafverfahren und Thomas Middelhoff im Arcandor-Prozess. Im Jahr 2016 vertrat er den Porno-Unternehmer Fabian Thylmann in einem Steuerstrafverfahren, das gegen eine Geldauflage in Höhe von fünf Millionen Euro eingestellt wurde.

## Dissertation
- Die Geschichte des Mordparagraphen – Eine normgenetische Untersuchung bis in die Gegenwart. Bochum 1984.